# 2-Metil-6-(feniletinil)piridin
2-Metil-6-(feniletinil)piridin (MPEP) je lek koji se koristi u naučnim istraživanjima. On je bio jedan od prvih selektivnih antagonista metabotropnog glutamatnog receptora . Ovo jedinjenje je razvila farmaceutska kompanija Novartis krajem 1990-tih. On proizvodi neuroprotektivne efekte nakon akutne moždane povrede u životinjskim ispitivanjima, mada nije jasno da li su ti rezultati direktna posledica mGluR5 blokade, jer on deluje i kao slab NMDA antagonist, i kao pozitivni alosterni modulator  receptora, a isto tako postoje dokazi o funkcionalnim interakcijama između mGluR5 i NMDA receptora u pojedinim populacijama neurona. Takođe je pokazano da proizvodi antidepresivne i anksiolitičke efekte kod životinja, i da umanjuje dejstvo morfinskog povlačenja, najverovatnije usled direktne interakcije između mGluR5 i μ-opioidnog receptora.